# 8. domobranski pehotni polk (Avstro-Ogrska)
Za druge 8. polke glejte 8. polk.
8. domobranski pehotni polk (izvirno nemško k.k. Landwehr Infanterie Regiment Nr. 8; dobesedno slovensko: Cesarsko-kraljevi deželnobrambovski pehotni polk št. 8) je bil pehotni polk avstro-ogrskega Domobranstva.

## Zgodovina
Polk je bil ustanovljen leta 1889. 

### Prva svetovna vojna
Polkovna narodnostna sestava leta 1914 je bila sledeča: 95% Čehov in 5% drugih.
Naborni okraj polka je bil v Pragi in Beraunu, pri čemer so bile polkovne enote garnizirane v Pragi.
Med prvo svetovno vojno se je polk bojeval tudi na soški fronti.

## Poveljniki polka
- 1898: Franz Hoffmann[3]
- 1914: Albert Welley[1]